# Борзово (Красноярский край)
Борзово — посёлок в Абанском районе Красноярского края России. Входит в состав Хандальского сельсовета.

## География
Посёлок находится в восточной части Красноярского края, на левом берегу реки Бирюса, на расстоянии приблизительно 72 км (по прямой) к северо-востоку от посёлка Абан, административного центра района.

## История
Основан в 1919 году. В 1926 году хутор Борзова состоял из 6 хозяйств, основное население — русские. В составе Хандальского сельсовета Абанского района Канского округа Сибирского края.
Основан 1906 году  переселенцем из Псковской области Борзовым Фёдором  Мартыновичем. В 1933 году потомки вместе с семьями были сосланы в Нижне-Ингашский район, п. Заводовка. Был также Григорий Борзов, состоял в партии коммунистов, убит кулаками, в тех же годах.

## Население
| 1926 | 1989 | 2002 | 2010 |
| ---- | ---- | ---- | ---- |
| 31   | ↗385 | ↘280 | ↘220 |